# Ghazipur
Ghazipur (Hindi: ग़ाज़ीपुर, Urdu: غازیپور; Ġāzīpur [ˈɣaːziːpʊr]) ist eine Stadt im nordindischen Bundesstaat Uttar Pradesh mit etwa 120.000 Einwohnern (Volkszählung 2011).
Die Stadt liegt am nördlichen Ufer des Ganges rund 70 Kilometer nordöstlich von Varanasi im Osten Uttar Pradeshs nahe der Grenze zum Nachbarbundesstaat Bihar. Die Stadt ist Verwaltungssitz des gleichnamigen Distrikts.
Ghazipur wurde um 1330 von einem muslimischen Heerführer namens Masud gegründet, der zuvor den lokalen Raja besiegt hatte. Der Sultan Muhammad bin Tughluq schenkte ihm das Land des besiegten Raja und verlieh ihm den Ehrentitel Ghāzī, welcher der neugegründeten Stadt den Namen gab. Die lokale Hindu-Tradition leitet den Namen dagegen von Gadhi, dem Vater des mythischen Sehers Vishvamitra, her.
Lord Cornwallis, der britische Generalgouverneur Indiens, starb 1805 in Ghazipur und liegt dort bestattet.
Der australische Entdecker Frederick Henry Litchfield wurde in Ghazipur geboren.